# Тёкусэнвакасю
Тёкусэнвакасю (яп. 勅撰和歌集 тёкусэнвакасю:), или Тёкусэнсю (яп. 勅撰集 тёкусэнсю:) — японские императорские поэтические антологии, создававшиеся и регулярно выпускавшиеся по указу японских императоров (либо экс-императоров) с Х до середины XV века. Всего насчитывается 21 такая антология. Первым сборником, заложившим традицию, является «Кокинвакасю», изданный в 922 году.
Ещё до заложения традиции составления императорских сборников уже существовали формы кодификации и систематизации японской поэзии. В разных провинциях Японии составлялись сборники местных народных песен, существовали сборники произведений отдельных поэтов и песенных состязаний (ута-авасэ), а первым крупнейшим сборником поэзии вака стал сборник Манъёсю, составленный еще в 759 году.

## Императорские антологии
Все императорские антологии можно условно разделить на две серии. Серия первых 8 сборников Тёкусэнсю носит название Хатидайсю (яп. 八代集 хатидайсю:, «Собрание восьми поколений»), в которых собраны наиболее ценные стихи вака, позволяющие отследить основную линию развития этого жанра в X—XII веках. Хатидайсю включает в себя такие антологии как:
1. «Кокинвакасю»[a] (яп. 古今和歌集 кокинвакасю:, «Собрание старых и новых песен Японии», 922) — 1111 стихотворений, император Дайго, составители Ки-но Цураюки, Ки-но Томонори, Осикоти-но Мицунэ и Мибу-но Тадаминэ[1];
2. «Госэнвакасю» (яп. 後撰和歌集 госэнвакасю:, «Позднее составленное собрание японских песен», 955) — 1426 стихотворений, император Мураками, составители «Пятёрка грушевого павильона» (яп. 梨壺の五人 насицубо-но гонин): Онокатоми-но Ёсинобу, Киёхара-но Мотосукэ, Минамото-но Ситагё, Ки-но Токибуми, Саканоуэ-но Мотики;
3. «Сюивакасю» (яп. 拾遺和歌集 сю:ивакасю:, «Собрание подобранных японских песен», ок. 996–1007) — 1351 стихотворение, император Кадзан, составитель (считается) Фудзивара-но Кинто;
4. «Госюивакасю» (яп. 後拾遺和歌集 госю:ивакасю:, «Позднее собрание подобранных японских песен», 1086) — 1220 стихотворений, император Сиракава, составитель Фудзивара-но Мититоси;
5. «Кинъёвакасю» (яп. 金葉和歌集 кинъё:вакасю:, «Золотые листья японских песен», 1124–1127) — 716 стихотворений, экс-император Сиракава, составитель Минамото-но Сюнраи (иногда называют Минамото-но Тосиёри);
6. «Сикавакасю» (яп. 詞花和歌集 сикавакасю:, «Собрание цветов японских песен», 1152–1153) — 411 стихотворений, император Сутоку, составитель Фудзивара-но Акисукэ;
7. «Сэндзайвакасю» (яп. 千載和歌集 сэндзайвакасю:, «Собрание японских песен за тысячу лет», ок. 1187–1188) — 1285 стихотворений, экс-император Го-Сиракава, составитель Фудзивара-но Сюндзэй (чаще указывается Фудзивара-но Тосинари);
8. «Синкокинваскасю» (яп. 新古今和歌集 синкокинваскасю:, «Новое собрание старых и новых песен Японии», ок. 1205) — 1980 стихотворений, экс-император Го-Тоба, составители Фудзивара-но Тэйка, Фудзивара-но Арииэ, Фудзивара-но Иэтака, Минамото-но Мититомо, Асукаи Масацунэ и Дзякурэн[1].

Иногда первые три антологии также выделяют в отдельную серию Сандайсю (яп. 三代集 сандайсю:, «Собрание трех поколений»).
Вторая серия носит название Дзюсандайсю (яп. 十三代集 дзю:сандайсю:, «Собрание тринадцати поколений») и включает в себя оставшиеся 13 сборников:
1. «Синтёкусэнвакасю» (яп. 新勅撰和歌集 синтёкусэнвакасю:, «Новый императорский сборник», 1232) — 1376 стихотворений, экс-император Го-Хорикава, составитель Фудзивара-но Тэйка;
2. «Сёкугосэнвакасю» (яп. 続後撰和歌集 сёкугосэнвакасю:, «Продолженное позднее составленное собрание японских песен», 1251) — 1368 стихотворений, экс-император Го-Сага, составители Фудзивара-но Тэйка и Фудзивара-но Тамэиэ;
3. «Сёкукокинвакасю» (яп. 続古今和歌集 сёкукокинвакасю:, «Продолженное собрание старых и новых песен Японии», 1265) — 1925 стихотворений, экс-император Го-Сага, составитель Фудзивара-но Тамэиэ;
4. «Сёкусюивакасю» (яп. 続拾遺和歌集 сёкусю:ивакасю:, «Продолженное собрание подобранных японских песен», 1278) — 1461 стихотворение, экс-император Камэяма, составитель Фудзивара-но Тамэудзи (Нидзё Тамэудзи);
5. «Сингосэнвакасю» (яп. 新後撰和歌集 сингосэнвакасю:, «Новое позднее составленное собрание японских песен», 1303) — 1606 стихотворений, экс-император Го-Уда, составитель Фудзивара-но Тамэё (Нидзё Тамэё);
6. «Гёкуёвакасю» (яп. 玉葉和歌集 гёкуё:вакасю:, «Собрание драгоценных листьев японских песен», 1312–1349) — 2796 стихотворений, экс-император Фусими, составитель Фудзивара-но Тамэканэ (Кёгоку-но Тамэканэ);
7. «Сёкусэндзайвакасю» (яп. 続千載和歌集 сёкусэндзайвакасю:, «Продолженное собрание японских песен за тысячу лет», ок. 1320) — 2159 стихотворений, экс-император Го-Уда, составитель Фудзивара-но Тамэё (Нидзё Тамэё);
8. «Сёкугосюивакасю» (яп. 続後拾遺和歌集 сёкугосю:ивакасю:, «Продолженное позднее собрание подобранных японских песен», 1325-1326) — 1347 стихотворений, экс-император Го-Дайго, составители Фудзивара-но Тамэфудзи (Нидзё Тамэфудзи) и Фудзивара-но Тамэсада (Нидзё Тамэсада);
9. «Фугавакасю» (яп. 風雅和歌集 фу:гавакасю:, «Утончённый изборник», 1344–1349) — 2210 стихотворений, император Го-Когон, составитель император Ханадзоно;
10. «Синсэндзайвакасю» (яп. 新千載和歌集 синсэндзайвакасю:, «Новое собрание японских песен за тысячу лет», 1359) — 2364 стихотворения, император Го-Когон, составитель Фудзивара-но Тамэсада (Нидзё Тамэсада);
11. «Синсюивакасю» (яп. 新拾遺和歌集 синсю:ивакасю:, «Новое собрание подобранных японских песен», 1364) — 1920 стихотворений, император Го-Когон, составитель Фудзивара-но Тамэаки (Нидзё Тамэаки);
12. «Сингосюивакасю» (яп. 新後拾遺和歌集 сингосю:ивакасю:, «Новое позднее собрание подобранных японских песен», 1383-1384) — 1554 стихотворений, император Го-Энъю, составители Фудзивара-но Тамэто (Нидзё Тамэто), Фудзивара-но Тамэсигэ (Нидзё Тамэсигэ);
13. «Синсёкукокинвакасю» (яп. 新続古今和歌集 синсёкукокинвакасю:, «Новое продолженное собрание старых и новых песен Японии», 1439) — 2144 стихотворения, император Го-Ханадзоно, составитель Асукаи Масаё.

## Формат и содержание
Стандартным форматом антологии было 20 свитков (за исключением «Кинъёвакасю» и «Сикавакасю», где было лишь по 10 свитков), из которых в обязательном порядке определённое количество посвящалось следующим категориям: весне, лету, осени, зиме и любви. Прочие темы (дзо) могли варьироваться на усмотрение составителя.
Формат антологии позволял, помимо кодификации и сохранения достижений поэзии для последующих поколений, компоновать стихотворения на определённые темы и таким образом создавать наиболее целостные и всесторонние образы. Составители тщательно выбирали последовательность стихотворений внутри категории, чтобы она воспринималась как единое целое. С помощью ассоциаций в антологии создавалась единая сквозная внесюжетная лента повествования.
В Тёкусэнсю включали преимущественно произведения жанров танка, тёка (нагаута), сэдока, вошли и произведения-рэнга (обычно отдельные строфы из длинных рэнга или танрэнга).

## Процесс создания
Составление императорской антологии включало несколько обязательных этапов: назначение редактора и составителя, сбор материалов, выбор и расположение категорий, написание предисловия, непосредственно составление сборника.
Не существовало общего порядка созыва составителей, и то, как проходил этот процесс, сильно зависело от императора или экс-императора. Так, например, для составления сборников «Госэнвакасю», «Синкокинвакасю», «Сёкукокинвакасю», «Синсэндзайвакасю», «Синсюивакасю» и «Синсёкукокинвакасю» императором при дворе назначался специальный орган, Вакадокоро, или Ведомство поэзии, состоявший из приглашённых поэтов. Для составления прочих антологий император самостоятельно выбирал и назначал одного или нескольких людей.
Стать составителем или одним из авторов, чьи произведения включены в Тёкусэнсю, считалось высшей степенью признания для поэта, поэтому поэзия стала областью высокой конкуренции. В частности, в период Хэйан при дворе появилось такое явление как ута-авасэ — поэтические турниры, стихотворения победителей которых получали возможность быть включёнными в императорскую поэтическую антологию. Также при дворе проводились поэтические собрания, на которых поэты делились своими произведениями, которые позже могли быть включены в императорский сборник.
Поначалу соперничество за включение в антологию шло между отдельными поэтами, однако примерно с XII века, когда в Японии начали формироваться поэтические школы, конкуренция шла уже между ними. В XII веке соперничество вели школы Рокудзё (яп. 六条藤家 рокудзё:то:кэ), сосредоточенная на изучении сборника Манъёсю, и Микохидари (яп. 御子左家 микохидарикэ), продвигавшая новшества в поэзии. В XIII веке основное противостояние шло между школами-наследниками Микохидари: более консервативной школой Нидзё (яп. 二条 нидзё:), опиравшейся на правила и принципы поэзии, сложившиеся ко времени издания Синкокинвакасю, и Кёгоку (яп. 京極 кё:гоку), более открытой к новшествам и экспериментам.

## Влияние
Сборники Тёкусэнсю во многом формировали эстетические представления японской знати эпохи Хэйан и Камакура, которые отразились и на других видах искусства того времени.
Традиция императорских сборников оказала влияние на многие аспекты японской поэзии. Императорские антологии, в частности первая, Кокинсю, и восьмая, Синкокинсю, создали поэтический канон, под влиянием которого поэтика танка развивалась вплоть до XX века.
Благодаря распространению антологий и их унифицированному для всей Японии характеру во многом стало возможно использование приёма хонкадори и некоторых других, поскольку средневековый читатель поэзии в Японии имел достаточный кругозор, чтобы осознать дополнительные смыслы, закладываемые автором.

### Комментарии
1. ↑  Из названий сборников часто для краткости выкидывают слово «вака». Так, «Кокинвакасю» сокращается до «Кокинсю», «Гёкуёвакасю» - до «Гёкуёсю», «Фугавакасю» - до «Фугасю» и т. д.

### Сноски
1. 1 2 3 4 5 6 7 8 9 10  Долин А. А. Шедевры японской классической поэзии в переводах Александра Долина. — М.: Эксмо (издательство), 2009. — С. 5—7, 10, 12—16, 23, 578—580. — 656 с. — ISBN 978-5-699-34408-6.
2. 1 2 3  日本大百科全書(ニッポニカ),ブリタニカ国際大百科事典 小項目事典,精選版 日本国語大辞典,旺文社日本史事典 三訂版,百科事典マイペディア,デジタル大辞泉,世界大百科事典内言及. 勅撰和歌集(ちょくせんわかしゅう)とは？ 意味や使い方 (яп.). コトバンク. Дата обращения: 5 апреля 2023. Архивировано 22 декабря 2022 года.
3. ↑  Jin'ichi Konishi, Robert H. Brower, Earl Miner. Association and Progression: Principles of Integration in Anthologies and Sequences of Japanese Court Poetry, A. D. 900-1350 // Harvard Journal of Asiatic Studies. — 1958. — Т. 21. — С. 67–127. — ISSN 0073-0548. — doi:10.2307/2718620. — JSTOR 2718620. Архивировано 12 февраля 2023 года.
4. ↑  Торопыгина М. В. Поэтическая карьера Камо-но Тёмэй // Ежегодник Япония. — 2013. — Т. 42, вып. 0. — С. 265–289. — ISSN 2687-1440. Архивировано 5 апреля 2023 года.
5. 1 2  Торопыгина М. В. Легенды традиционной японской поэзии: XII век - поэтическая школа Рокудзё // Ежегодник Япония. — 2016. — Вып. 45. — С. 238–263. — ISSN 2687-1432. Архивировано 5 апреля 2023 года.